# All Saints (Antigua y Barbuda)
All Saints es una localidad de Antigua y Barbuda en la parroquia de Saint John.
Se ubica a una altitud de 60 m sobre el nivel del mar.
Según estimación 2010 contaba con una población de 4771 habitantes.
En los alrededores se encuentra la primera plantación de caña de azúcar de la isla, organizada por Christopher Codrington en 1674 con el nombre de Betty's Hope. En la actualidad existe allí un museo que muestra la historia del establecimiento, incluyendo las herramientas y utensilios que se utilizaban.
La zona de All Saints es conocida por la producción de porcelana tradicional, actividad de la que toma su nombre la localidad vecina Potters Village.